# ماکسنس مدجلد
ماکسنس مدجلد (انگلیسی: Maxence Medjelled؛ زادهٔ ۴ نوامبر ۱۹۹۴) بازیکن فوتبال اهل فرانسه است.